# Hinterröhrenhof
Hinterröhrenhof ist ein Gemeindeteil der Stadt Bad Berneck im Fichtelgebirge im Landkreis Bayreuth (Oberfranken, Bayern). Hinterröhrenhof liegt in der Gemarkung Escherlich.

## Geografie
Der Weiler liegt im tief eingeschnittenen Tal des Weißen Mains und ist allseits von bewaldeten Anhöhen des Fichtelgebirges umgeben. Die Bundesstraße 303 führt entlang des Weißen Mains nach Schmelz (1 km südwestlich) bzw. nach Glasermühle (4,8 km nordöstlich).

## Geschichte
Hinterröhrenhof gehörte im 18. Jahrhundert zur Realgemeinde Röhrenhof. In Hinterröhrenhof gab es damals eine Frischhütte und ein Hammerwerk.
Von 1797 bis 1810 unterstand Hinterröhrenhof dem Justiz- und Kammeramt Gefrees. Infolge des Ersten Gemeindeedikts wurde Hinterröhrenhof dem 1812 gebildeten Steuerdistrikt Berneck und der zugleich gebildeten Ruralgemeinde Röhrenhof zugewiesen. Mit dem Zweiten Gemeindeedikt (1818) wurde diese Teil der Ruralgemeinde Escherlich. Im Zuge der Gebietsreform in Bayern wurde Hinterröhrenhof am 1. Mai 1978 in Bad Berneck im Fichtelgebirge eingegliedert.

### Einwohnerentwicklung
| Jahr      | 001818 | 001819 | 001861 | 001871 | 001885 | 001900 | 001925 | 001950 | 001961 | 001970 | 001987 |
| Einwohner | *42    | *81    | 42     | 79     | 70     | 85     | 70     | 86     | 57     | 64     | 21     |
| Häuser    | *6     |        |        |        | 2      | 2      | 6      | 7      | 4      |        | 5      |
| Quelle    | [ 7 ]  | [ 10 ] | [ 11 ] | [ 12 ] | [ 13 ] | [ 14 ] | [ 15 ] | [ 16 ] | [ 17 ] | [ 18 ] | [ 1 ]  |

## Religion
Hinterröhrenhof ist seit der Reformation evangelisch-lutherisch geprägt und bis heute nach St. Erhard (Goldkronach) gepfarrt.